# Корнєйчук Микола Павлович
Мико́ла Па́влович Корнєйчу́к (Корнійчук; 22 січня 1920, Бобрик — 22 липня 2003, Київ) — український радянський математик, академік НАН України.

## Біографія

Могила Миколи Корнєйчука

Народився 22 січня 1920 року в селі Бобрик (нині Петриковського району Гомельської області Білорусі). Учасник німецько-радянської війни.
В 1955 році закінчив Дніпропетровський університет і залишився працювати у ньому. З 1964 року — доктор фізико-математичних наук, з 1965 року —професор. З 1972 року — член-кореспондент АН УРСР).
З 1974 року — завідувач відділу Інституту математики АН УРСР. Академік НАН України з 4 грудня 1997 року.
Жив у Києві. Помер після важкої тривалої хвороби на 84-му році життя 22 липня 2003 року. Похований разом з дружиною в Києві на Байковому кладовищі (ділянка № 49б, 50°25′2.76″ пн. ш. 30°30′3.59″ сх. д. / 50.4174333° пн. ш. 30.5009972° сх. д.).

## Наукова діяльність
Основні праці — в галузі теорії наближень, екстремальних задач теорії функцій, кусково-поліноміальної апроксимації, оптимального відновлення функцій та лінійних функціоналів.
Засновник великої наукової школи. Першим знайшов точну константу в одному із варіантів Нерівності Джексона—Стєчкіна, що породило цілу течію в теорії наближень із знаходження точних констант в інших варіантах цієї нерівності.
Автор кількох монографій, одна з яких («Точні константи в теорії наближень») була перекладена англійською мовою (ISBN 0-521-38234-3).

## Відзнаки
Нагороджений орденами Леніна, Вітчизняної війни І ступеня, Трудового Червоного Прапора. Лауреат Державної премії СРСР за 1973 рік.